# Аллен, Джимми
Дже́ймс Э́двард А́ллен он же Джи́мми А́ллен (род. 18 июня 1985; Милтон, Делавэр) — американский певец и автор песен в стиле кантри. Он подписал контракт с отпечатком Broken Bow Records Stoney Creek, для которого он выпустил два сингла «Best Shot» и «Make Me Want To», а также альбом Mercury Lane 2018 года. В 2021 году он получил премию Ассоциации музыки кантри в номинации «Новый артист года», став вторым чернокожим артистом, выигравшим эту категорию после победы Дариуса Ракера в 2009 году.

## Ранний период жизни
Аллен родился в Милтоне, штат Делавэр, США, но переехал в Нэшвилл, штат Теннесси в 2007 году. В течение большей части своих первых нескольких лет в Нэшвилле он жил в бедности и часто ночевал в своей машине. Он прошёл прослушивание для участия в десятом сезоне American Idol, но был исключён перед голосованием в прямом эфире. Во время выступления на American Idol он выступал с Колтоном Диксоном во время одного из групповых раундов и подружился со Скотти Маккрири, который в итоге выиграл соревнование в том же году. Позже Аллен и МакКрири воссоединились и вместе гастролировали после выпуска дебютного альбома Аллена.

## Карьера
В 2016 году Аллен подписал издательский контракт с Wide Open Music, издательством по написанию песен, созданным певцом и автором песен Эшем Бауэрсом. После демонстрации талантов для представителей Broken Bow Records в начале 2017 года он подписал контракт с издательством лейбла Stoney Creek и выпустил свой одноимённый дебютный EP, который продюсировал Бауэрс. Исполнительный вице-президент лейбла сказал, что решение подписать контракт с Алленом было одним из самых быстрых, которые они когда-либо принимали на лейбле. Стивен Томас Эрлевайн из AllMusic сравнил звучание EP с «гладким, уверенным стилем» Томаса Ретта и Сэма Ханта. Точно так же автор журнала Rolling Stone Country Бриттни Маккенна сравнила современные влияния Аллена в стиле R&B с этими артистами и Марен Моррис. Трек с мини-альбома «Blue Jean Baby» был добавлен в чарт Spotify «United States Viral 50».
Его первый официальный сингл «Best Shot» был выпущен в начале 2018 года. На неделе после выпуска это была вторая песня, которую чаще всего добавляли в плейлисты радио в стиле кантри. Песня попала в чарты Hot Country Songs, Country Airplay и Billboard Hot 100, а также была снята в музыкальном видео. Аллен сказал, что название песни и центральная тема были вдохновлены его бабушкой и сыном, которому на момент выпуска песни было 4 года. Его дебютный альбом Mercury Lane вышел в октябре 2018 года. Альбом, также спродюсированный Bowers, получил свое название от улицы, на которой Аллен жил в детстве. «Best Shot» стал хитом номер один в чарте Billboard Country Airplay в ноябре 2018 года, что сделало его первым темнокожим артистом, который отправил свой дебютный сингл на вершину этого чарта. Второй сингл с альбома «Make Me Want To» был выпущен на кантри-радио 1 февраля 2019 года и также стал хитом номер один в чарте Billboard Country Airplay.
Аллен также записал кавер на песню Леди Гаги и Брэдли Купера «Shallow» с Эбби Андерсоном в мае 2019 года. Запись также превратилась в видео.
В 2020 году Аллен выпустил дуэт «This Is Us» с Ноем Сайрусом. Он был включен в его новый EP Bettie James, выпущенный 10 июля 2020 года. Вторым синглом проекта стал «Freedom Was a Highway», дуэт с Брэдом Пейсли, выпущенный февраля 2021 года. Он стал третьим хитом Номер Один для Аллена и двадцатым для Пейсли в Billboard Country Airplay в феврале 2022 года.
Аллен стал первым чернокожим сольным исполнителем, получившим награду «Новый артист года среди мужчин» на церемонии вручения наград ACM Awards 2021 (на которой он также выступил дуэтом с Брэдом Пейсли). В сентябре 2021 года Аллен был объявлен одной из знаменитостей, участвующих в 30-м сезоне «Танцев со звездами». Он и его партнёрша Эмма Слейтер стали девятой парой, выбывшей из турнира, и в конечном итоге заняли 7-е место.
10 ноября 2021 года он стал новым артистом года на церемонии вручения наград CMA Awards. 15 дней спустя он выступил на параде Macy’s в честь Дня благодарения. В феврале 2022 года Аллен объявил, что будет приглашенным наставником в American Idol (20 сезон).
Он также участвовал в песне Ноа Шнаки «Don’t You Wanna Know» для его альбома 2022 года Thoughtfully Reckless и в дуэте с Ником Картером в «Easy».
Аллен выпустил заглавный сингл «Down Home» к своему третьему студийному альбому 8 марта 2022 года.

## Дискография

### Альбомы
| Заголовок                 | Подробности |     |            | Продажи      |
| Заголовок                 | Подробности | US  | US Country | Продажи      |
| ------------------------- | --- | --- | ---------- | ------------ |
| Mercury Lane              | - Дата выпуска: 12 октября 2018 г. - Лейбл: Stoney Creek - Форматы: CD, цифровая загрузка, потоковая мультимедиа | 128 | 11         | - US: 13 800 |
| Bettie James Gold Edition | - Дата выхода: 25 июня 2021 г. - Лейбл: Stoney Creek - Форматы: CD, цифровая загрузка, потоковая мультимедиа     | —   | —          |              |
| Tulip Drive               | - Дата выхода: 24 июня 2022 г. - Лейбл: Stoney Creek - Форматы: CD, цифровая загрузка, потоковая мультимедиа     |     |            |              |

### Мини-альбомы
| Заголовок    | Детали альбома                                                                                              |
| ------------ | --- |
| Jimmie Allen | - Дата выпуска: 6 октября 2017 г. - Лейбл: Stoney Creek - Форматы: цифровая загрузка, потоковая мультимедиа |
| Bettie James | - Дата выпуска: 10 июля 2020 г. - Лейбл: Stoney Creek - Форматы: цифровая загрузка, потоковая мультимедиа   |

### Синглы
| Год                                         | Сингл                                   |    |                 |                    |          |     |             | Продажи       | Сертификаты     | Альбом                    |
| Год                                         | Сингл                                   | US | US Country Song | US Country Airplay | US Adult | CAN | CAN Country | Продажи       | Сертификаты     | Альбом                    |
| ------------------------------------------- | --------------------------------------- | -- | --------------- | ------------------ | -------- | --- | ----------- | ------------- | --------------- | ------------------------- |
| 2018                                        | Best Shot                               | 37 | 5               | 1                  | 33       | 79  | 1           | - US: 146 000 | - RIAA: Платина | Mercury Lane              |
| 2019                                        | Make Me Want To                         | 49 | 7               | 1                  | —        | —   | 5           | - US: 34 000  | - RIAA: Платина | Mercury Lane              |
| 2020                                        | This is Us (с Ноем Сайрусом)            | —  | 32              | 48                 | —        | —   | —           |               | - RIAA: Золото  | Bettie James Gold Edition |
| 2021                                        | Freedom Was a Highway (с Брэдом Пейсли) | 45 | 5               | 1                  | —        | —   | 21          |               |                 | Bettie James Gold Edition |
| 2022                                        | Down Home                               | —  | —               | 43                 | —        | —   | —           |               |                 | Tulip Drive               |
| «—» обозначает релизы, не попавшие в чарты. |                                         |    |                 |                    |          |     |             |               |                 |                           |

### Другие песни в чартах
| Год  | Песня                     | Пиковые позиции в чартах | Альбом       |
| Год  | Песня                     | US Country Songs         | Альбом       |
| ---- | ------------------------- | ------------------------ | ------------ |
| 2020 | Good Times Roll (с Нелли) | 31                       | Bettie James |

### Музыкальные клипы
| Год  | Клип                                   | Режиссёр       |
| ---- | -------------------------------------- | -------------- |
| 2018 | Best Shot                              | Форд Фэирчайлд |
| 2019 | Shallow (с Эбби Андерсон)              |                |
| 2019 | Make Me Want to                        | Джастин Ки     |
| 2020 | This Is Us (совместно с Ноем Сайрусом) | Дастин Хейни   |
| 2021 | Don’t You Wanna Know (с Ноем Шнаки)    |                |